# Jūni-nin no Shinitai Kodomotachi
Jūni-nin no Shinitai Kodomotachi (十二人の死にたい子どもたち lit. Doce niños que quieren morir?), también conocida como 12 Suicidal Teens, es una película japonesa dirigida por Yukihiko Tsutsumi, estrenada el 25 de enero de 2019. Se basa en la novela homónima de Tow Ubukata. Fue protagonizada por Mahiro Takasugi, Hana Sugisaki, Mackenyu, Takumi Kitamura, Yuina Kuroshima, Kanna Hashimoto y Riko Yoshida, entre otros.

## Argumento
Doce adolescentes se reúnen en un hospital abandonado con el propósito de suicidarse. En la habitación donde se encuentran, sin embargo, un joven desconocido yace muerto; nadie sabe quién o como llegó allí. El grupo rápidamente sospecha que el extraño (a quien nombran como "número 0", puesto que fue el primero en llegar) ha sido asesinado y que el asesino es uno de ellos. Debido a que si el suicidio colectivo se lleva a cabo en esa situación todos podrían ser acusados de asesinato, el grupo decide prosponer sus planes e intentar, en cambio, encontrar al culpable y hacerle confesar.
El diverso grupo de jóvenes se encontrará, sin embargo, con numerosas pistas e incógnitas dejadas atrás por el supuesto asesino con el único propósito de obstruir la verdad, a la par que cada uno de ellos revelará la razón detrás de su deseo de muerte y los demonios que los invaden. La verdadera identidad de "Número 0" y la historia detrás de este será el clímax culminante del filme.

## Reparto
- Mahiro Takasugi como Satoshi (No. 1)
- Yūto Fuchino como Ken'ichi (No. 2)
- Kotone Furukawa como Mitsue (No. 3)
- Kanna Hashimoto como Ryōko Akikawa (No. 4)
- Mackenyu como Shinjirō (No. 5)
- Yuina Kuroshima como Meiko (No. 6)
- Hana Sugisaki como Anri (No. 7)
- Riku Hagiwara como Takahiro (No. 8)
- Takumi Kitamura como Nobuo (No. 9)
- Ryōta Bandō como Seigo (No. 10)
- Ai Yoshikawa como Mai (No. 11)
- Aisa Takeuchi como Yuki (No. 12)
- Toman como No. 0/No. 13

## Producción y recepción
Jūni-nin no Shinitai Kodomotachi fue estrenada en todo Japón el 25 de enero de 2019. El rodaje se llevó a cabo en un hospital abandonado en la ciudad de Fujioka, Gunma. La película recibió una buena acogida tanto de la prensa como de la audiencia. Fue también un éxito comercial, habiendo recaudado un total de 15.5 billones de yenes (USD$ 142.656.000).